# 皮埃尔丰城堡
皮埃尔丰城堡（法語：Château de Pierrefonds；又译皮耶枫城堡）是一座坐落于法国巴黎北部的贡比涅森林的东南部边境市鎮皮耶楓的城堡，位处瓦兹省的维莱科特雷和贡比涅之间。
皮埃尔丰城堡展现了中世纪防御工程的主要特点。在19世纪，它由维欧勒·勒·杜克主持重建，维欧勒·勒·杜克在那既进行了装饰的部分重要工程，也进行了家具的设计。
1862年之后，这座城堡被指定為法國歷史遺蹟。现由法國國家古蹟中心管理。